# Atherurus macrourus
Atherurus macrourus é uma espécie de roedor da família Hystricidae. Pode ser encontrado na China, Índia, Mianmar, Laos, Vietnã, Tailândia e Malásia. É uma espécie noturna e fossorial ocorrendo em florestas de altitude tropicais e subtropicais.